# Эмшвиллер, Эд
Эдмунд Александр Эмшвиллер (англ. Edmund Alexander Emshwiller; 16 февраля 1925 — 27 июля 1990) — американский художник-иллюстратор и автор экспериментальных фильмов. Свои работы часто подписывал как Emsh, иногда Ed Emsh, Ed Emsler, Willer и другими псевдонимами.

## Биография
Обучался в Мичиганском университете, парижской Школе изящных искусств и Лиге студентов-художников Нью-Йорка. В 1951 году его работа была впервые опубликована в журнале Galaxy Science Fiction. Эмшвиллер нарисовал более четырёх сотен обложек для множества журналов, среди которых Amazing Stories, Astounding, If, Infinity Science Fiction, Fantasy & Science Fiction и Startling Stories. Его иллюстрациями украшены и многие научно-фантастические книги в твёрдом и мягком переплёте, включая выпущенные издательством Ace Books.
Эмшвиллер относится к числу ведущих американских художников-фантастов 1950-х и начала 1960-х (наряду с Фрэнком Келли Фрисом и Ричардом М. Пауэрсом).
Эмшвиллер был удостоен первой премии «Хьюго» в год её первого вручения — в 1953 он в результате ничьей разделил награду с Ханнесом Боком в категории «Лучший художник обложек». Затем последовали ещё четыре первых места — в 1960, 1961, 1962 и 1964 годах. Помимо Эда лауреатами в эти годы становились лишь Фрис и Рой Кренкель.
Эмшвиллер в равной мере хорошо владел разными поджанрами научно-фантастической иллюстрации, будь то драматический, символический или юмористический. Он был способен найти подход к разным темам, на его работах можно найти космические корабли и футуристические города, необычных инопланетян, прекрасных девушек и страшных чудовищ. Брайан Олдисс в своей книге «Science Fiction Art» 1975 года описал Эмшвиллера как «великого универсала научно-фантастического искусства».
Помимо оформления книг Эмшвиллер писал экспрессионистские картины для выставочных галерей и создавал экспериментальные фильмы, используя 16 мм плёнку. Первый фильм Dance Chromatic был создан им в 1959 году, за ним последовал Thanatopsis в 1962. Фильм Relativity 1966 года длиной 38 минут был отмечен многими критиками. Заслуги Эмшвиллера в киноискусстве среди прочих были отмечены Музеем современного искусства. В 1971 году он начал работать с новым тогда форматом видеокассет. Сотрудничество с Телевизионной лабораторией телестанции WNET/13 в Нью-Йорке принесло ему ещё больше наград. В 1981 году Эмшвиллер стал провостом Школы кино и видео Калифорнийского института искусств и проработал на этой должности по 1986 год.
Фильмы Эмшвиллера показывались на кинофестивалях в Нью-Йорке, Лондоне, Берлине, Эдинбурге и Каннах, а его мультимедийные произведения участвовали в выставках в Линкольн-центре, Музее современного искусства и Музее Гуггенхайма в Нью-Йорке, а также на кинофестивале в Лос-Анджелесе.
С 1964 года он практически полностью переключился на кинопроизводство. Научно-фантастические иллюстрации в этот период он изредка создавал по просьбе друзей, среди таких работ можно выделить оформление множеством внутренних иллюстраций большой антологии Харлана Эллисона «Новые Опасные видения» 1972 года.
В 2007 году был посмертно включён в Зал славы научной фантастики и фэнтези.

## Личная жизнь
С 1949 года был женат на писательнице Кэрол Эмшвиллер (урождённой Фрис), она часто позировала ему при создании картин. У пары родилось трое детей: Ив, Сьюзан и Питер.